# Ammannia triflora
Ammannia triflora är en fackelblomsväxtart som beskrevs av Robert Brown och George Bentham. Ammannia triflora ingår i släktet Ammannia och familjen fackelblomsväxter. Inga underarter finns listade i Catalogue of Life.